# Kamiyonanayo
Kamiyonanayo (神世七代?   literalmente, “siete generaciones divinas”) es el nombre que recibe dentro de la mitología japonesa a las siete generaciones de deidades que surgieron tras la formación del cielo y de la tierra. 

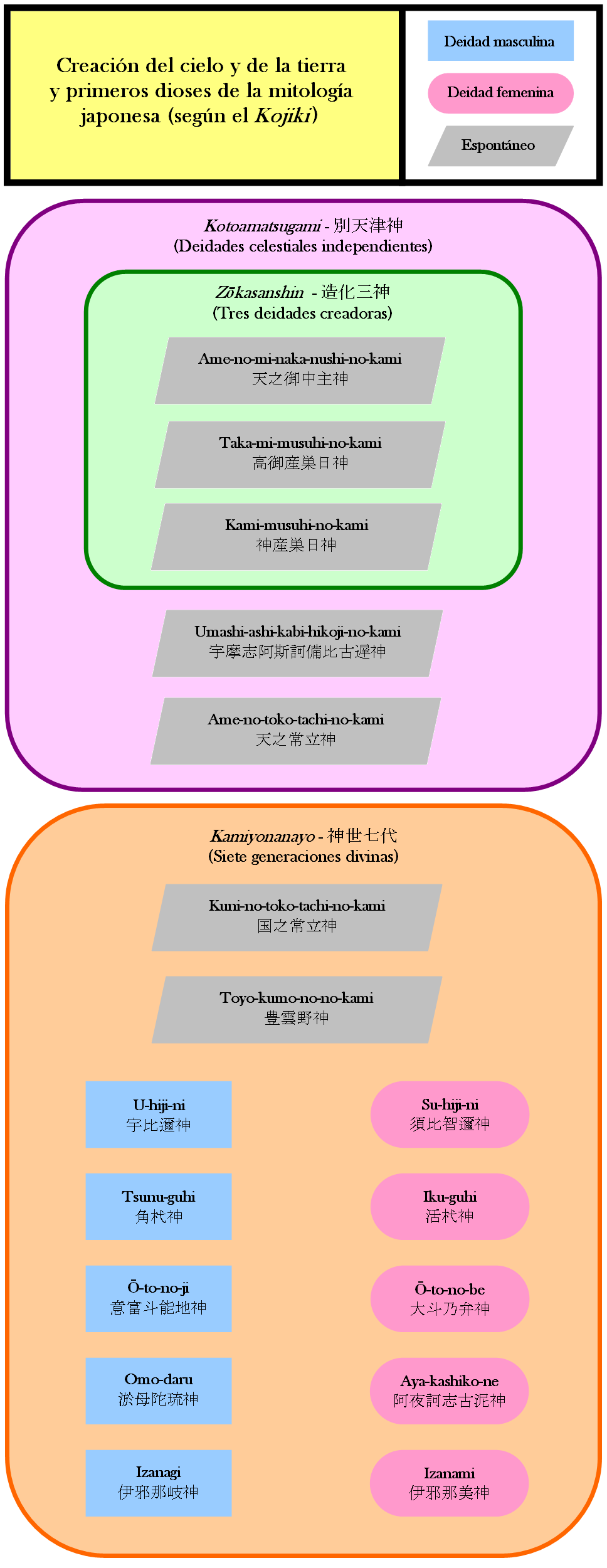
Tabla ilustrativa de los kami que surgieron durante la creación del cielo y la tierra según la mitología japonesa.

Según la crónica Kojiki, este grupo de deidades surgió tras la aparición de los Kotoamatsukami (“deidades celestiales independientes”). En las dos primeras generaciones surgió un solo kami espontáneo que al aparecer, se ocultó; en las cinco generaciones sucesivas surgieron un kami masculino y un kami femenino, como deidades hermanas que a su vez eran esposos. En total esta crónica totaliza en doce deidades.
En cambio, con la crónica Nihonshoki, puntualiza que este grupo fue el primero en aparecer tras la creación del universo. También expone que las tres primeras generaciones son de deidades espontáneas y que las cuatro generaciones siguientes son de deidades hermanas de sexos opuestos. Por último, el  Nihonshoki muestra una escritura diferente de cada deidad con respecto al Kojiki.
La última generación de kami, conformada por Izanagi e Izanami serían la pareja encargada de crear el archipiélago japonés y de engendrar otras deidades, y su leyenda sería la siguiente tras la creación de todas las cosas.

## Lista de deidades
Kojiki
1. Kuni-no-tokotachi-no-kami (国之常立神?   literalmente “El que permanece eternamente sobre la tierra);
2. Toyo-kumo-no-no-kami (豊雲野神?   literalmente “Señor íntegro”);
3. U-hiji-ni (宇比邇神?   literalmente “Señor del limo de la tierra”) y Su-hiji-ni (須比智邇神?   literalmente “Señora del limo de la tierra”);
4. Tsunu-guhi (角杙神?   literalmente “El que integra los orígenes”) e Iku-guhi (活杙神?   literalmente “La que integra la vida”);
5. Ō-to-no-ji (意富斗能地神?   literalmente “El antepasado de la gran región”) y Ō-to-no-be (大斗乃弁神?   literalmente “La antepasada de la gran región”);
6. Omo-daru (淤母陀琉神?   literalmente “El perfectamente hermoso”) y Aya-kashiko-ne (阿夜訶志古泥神?   literalmente “La venerable”);
7. Izanagi (伊邪那岐神?   literalmente “Varón Augusto” o “Primer Hombre”) e Izanami (伊邪那美神?   literalmente “Mujer Augusta” o “Primera Mujer”).

Nihonshoki
1. Kuni-no-tokotachi-no-mikoto (国常立尊?);
2. Kuni-no-satsuchi-no-mikoto (国狭槌尊?);
3. Toyo-kumo-nu-no-mikoto (豊斟渟尊?);
4. U-hiji-ni (泥土煮尊?) y Su-hiji-ni (沙土煮尊?);
5. Ō-to-no-ji (大戸之道尊?) y Ō-to-ma-be (大苫辺尊?);
6. Omo-daru (面足尊?) y Kashiko-ne (惶根尊?);
7. Izanagi (伊弉諾尊?) e Izanami (伊弉冉尊?).